# Championnat de Colombie de football 1992
Navigation
Saison précédente Saison suivante
La saison 1992 du Championnat de Colombie de football est la quarante-cinquième édition du championnat de première division professionnelle en Colombie. Les seize meilleures équipes du pays disputent le championnat qui se déroule en trois phases :
- le Tournoi Ouverture voit les équipes réparties en deux poules de huit équipes, qui s'affrontent deux fois, à domicile et à l'extérieur.
- lors du tournoi Clôture, les équipes sont regroupées au sein d'une poule unique où elles s'affrontent deux fois, à domicile et à l'extérieur.
- l'Octogonal est la phase finale comportant les huit meilleures équipes au classement cumulé des deux tournois. Elles sont réparties en deux poules de quatre et s'affrontent deux fois; les deux premiers se qualifient pour le Cuadrangular final. L'équipe terminant en tête est sacrée championne et se qualifie pour la prochaine édition de la Copa Libertadores en compagnie de son dauphin.

C'est l'América de Cali qui remporte la compétition, après avoir terminé en tête du Cuadrangular, devant le tenant du titre, l'Atlético Nacional et le Deportivo Cali. C'est le huitième titre de champion de l'histoire du club.
À compter de cette saison, le système de promotion-relégation est mis en place : le dernier du classement cumulé des deux tournois saisonniers est relégué et remplacé par le champion de Segunda Division, la deuxième division colombienne.

## Les clubs participants
| - Independiente Santa Fe - CD Los Millonarios - Deportes Tolima - Atlético Bucaramanga - Once Caldas - Independiente Medellin - Unión Magdalena - Real Cartagena | - Atlético Nacional - Deportivo Pereira - América de Cali - Cucuta Deportivo - Deportes Quindio - Deportivo Cali - Atlético Junior - Envigado FC - Promu de Segunda Division |

## Compétition
Le barème utilisé pour établir l'ensemble des classements est le suivant :
- Victoire : 2 points
- Match nul : 1 point
- Défaite : 0 point

### Tournoi Ouverture
Groupe A :
| Rang | Équipe             | Pts | J  | G | N  | P | Bp | Bc | Diff |
| ---- | ------------------ | --- | -- | - | -- | - | -- | -- | ---- |
| 1    | Deportivo Cali     | 25  | 16 | 9 | 7  | 0 | 21 | 9  | +12  |
| 2    | Atlético NacionalT | 18  | 16 | 6 | 6  | 4 | 18 | 11 | +7   |
| 3    | Envigado FCP       | 18  | 16 | 4 | 10 | 2 | 18 | 17 | +1   |
| 4    | CD Los Millonarios | 17  | 16 | 6 | 5  | 5 | 20 | 20 | 0    |
| 5    | Atlético Junior    | 16  | 16 | 4 | 8  | 4 | 20 | 19 | +1   |
| 6    | Cucuta Deportivo   | 12  | 16 | 4 | 4  | 8 | 19 | 26 | -7   |
| 7    | Deportivo Pereira  | 12  | 16 | 2 | 8  | 6 | 9  | 16 | -7   |
| 8    | Deportes Tolima    | 10  | 16 | 2 | 6  | 8 | 9  | 18 | -9   |

|  | Équipe obtenant un bonus |

Groupe B :
| Rang | Équipe                 | Pts | J  | G | N | P | Bp | Bc | Diff |
| ---- | ---------------------- | --- | -- | - | - | - | -- | -- | ---- |
| 1    | Independiente Santa Fe | 19  | 16 | 8 | 3 | 5 | 26 | 18 | +8   |
| 2    | Unión Magdalena        | 19  | 16 | 7 | 5 | 4 | 29 | 18 | +11  |
| 3    | Atlético Bucaramanga   | 19  | 16 | 7 | 5 | 4 | 17 | 14 | +3   |
| 4    | Once Caldas            | 17  | 16 | 4 | 9 | 3 | 15 | 15 | 0    |
| 5    | América de Cali        | 16  | 16 | 4 | 8 | 4 | 11 | 15 | -4   |
| 6    | Independiente Medellin | 14  | 16 | 5 | 4 | 7 | 14 | 14 | 0    |
| 7    | Deportes Quindio       | 14  | 16 | 3 | 8 | 5 | 15 | 17 | -2   |
| 8    | Real Cartagena         | 10  | 16 | 2 | 6 | 8 | 9  | 23 | -14  |

|  | Équipe obtenant un bonus |

- Les quatre meilleurs clubs obtiennent respectivement 1, 0.75, 0.5 et 0.25 point de bonus.

### Tournoi Clôture
| Rang | Équipe                 | Pts | J  | G  | N  | P  | Bp | Bc | Diff |
| ---- | ---------------------- | --- | -- | -- | -- | -- | -- | -- | ---- |
| 1    | América de Cali        | 41  | 30 | 15 | 11 | 4  | 50 | 27 | +23  |
| 2    | Atlético Junior        | 38  | 30 | 16 | 6  | 8  | 56 | 35 | +21  |
| 3    | Atlético NacionalT     | 37  | 30 | 14 | 9  | 7  | 48 | 30 | +18  |
| 4    | CD Los Millonarios     | 36  | 30 | 12 | 12 | 6  | 34 | 27 | +7   |
| 5    | Deportivo Pereira      | 34  | 30 | 12 | 10 | 8  | 40 | 33 | +7   |
| 6    | Independiente Santa Fe | 34  | 30 | 12 | 10 | 8  | 38 | 31 | +7   |
| 7    | Deportivo Cali         | 31  | 30 | 12 | 7  | 11 | 38 | 29 | +9   |
| 8    | Unión Magdalena        | 30  | 30 | 10 | 10 | 10 | 35 | 42 | -7   |
| 9    | Atlético Bucaramanga   | 30  | 30 | 10 | 10 | 10 | 24 | 32 | -8   |
| 10   | Envigado FCP           | 28  | 30 | 9  | 10 | 11 | 35 | 34 | +1   |
| 11   | Deportes Quindio       | 28  | 30 | 9  | 10 | 11 | 31 | 40 | -9   |
| 12   | Once Caldas            | 27  | 30 | 9  | 9  | 12 | 22 | 26 | -4   |
| 13   | Deportes Tolima        | 23  | 30 | 7  | 9  | 14 | 36 | 52 | -16  |
| 14   | Cucuta Deportivo       | 23  | 30 | 5  | 13 | 12 | 29 | 41 | -12  |
| 15   | Independiente Medellin | 21  | 30 | 8  | 5  | 17 | 30 | 40 | -10  |
| 16   | Real Cartagena         | 19  | 30 | 4  | 11 | 15 | 17 | 44 | -27  |

|  | Équipe obtenant un bonus |

- Les quatre premiers du classement obtiennent respectivement 1, 0.75, 0.5 et 0.25 point de bonus.

### Classement cumulé
Un classement cumulé des résultats obtenus lors des tournois Ouverture et Cloture permet de désigner les huit clubs qualifiés pour la phase finale mais aussi le club relégué en Segunda Division.
| Rang | Équipe                 | Pts | J  | G  | N  | P  | Bp | Bc | Diff |
| ---- | ---------------------- | --- | -- | -- | -- | -- | -- | -- | ---- |
| 1    | América de Cali        | 57  | 46 | 19 | 19 | 8  | 61 | 42 | +19  |
| 2    | Deportivo Cali         | 56  | 46 | 21 | 14 | 11 | 59 | 38 | +21  |
| 3    | Atlético NacionalT     | 55  | 46 | 20 | 15 | 11 | 66 | 41 | +25  |
| 4    | Atlético Junior        | 54  | 46 | 20 | 14 | 12 | 76 | 54 | +22  |
| 5    | Independiente Santa Fe | 53  | 46 | 20 | 13 | 13 | 64 | 49 | +15  |
| 6    | CD Los Millonarios     | 53  | 46 | 18 | 17 | 11 | 54 | 47 | +7   |
| 7    | Unión Magdalena        | 49  | 46 | 17 | 15 | 14 | 64 | 60 | +4   |
| 8    | Atlético Bucaramanga   | 49  | 46 | 17 | 15 | 14 | 41 | 46 | -5   |
| 9    | Deportivo Pereira      | 46  | 46 | 14 | 18 | 14 | 49 | 49 | 0    |
| 10   | Envigado FCP           | 46  | 46 | 13 | 20 | 13 | 53 | 51 | +2   |
| 11   | Once Caldas            | 44  | 46 | 13 | 18 | 15 | 37 | 41 | -4   |
| 12   | Deportes Quindío       | 42  | 46 | 12 | 18 | 16 | 46 | 57 | -11  |
| 13   | Independiente Medellín | 35  | 46 | 13 | 9  | 24 | 44 | 54 | -10  |
| 14   | Cúcuta Deportivo       | 35  | 46 | 9  | 17 | 20 | 48 | 67 | -19  |
| 15   | Deportes Tolima        | 33  | 46 | 9  | 15 | 22 | 45 | 70 | -25  |
| 16   | Real Cartagena         | 29  | 46 | 6  | 17 | 23 | 26 | 67 | -41  |

|  | Qualification pour la phase finale |
|  | Relégation en Segunda Division     |

### Phase finale

#### Cuadrangulares semifinales
Groupe A :
| Rang | Équipe                 | Pts  | J | G | N | P | Bp | Bc | Diff |
| ---- | ---------------------- | ---- | - | - | - | - | -- | -- | ---- |
| 1    | América de Cali        | 9    | 6 | 2 | 4 | 0 | 15 | 11 | +4   |
| 2    | Atlético Nacional      | 7.75 | 6 | 2 | 3 | 1 | 11 | 9  | +2   |
| 3    | Independiente Santa Fe | 5.75 | 6 | 2 | 1 | 3 | 12 | 12 | 0    |
| 4    | Unión Magdalena        | 4.5  | 6 | 1 | 2 | 3 | 12 | 18 | -6   |

|  | Qualification pour le Cuadrangular final |

Groupe B :
| Rang | Équipe               | Pts  | J | G | N | P | Bp | Bc | Diff |
| ---- | -------------------- | ---- | - | - | - | - | -- | -- | ---- |
| 1    | Deportivo Cali       | 9    | 6 | 4 | 0 | 2 | 7  | 5  | +2   |
| 2    | Atlético Junior      | 8.75 | 6 | 3 | 2 | 1 | 10 | 6  | +4   |
| 3    | Atlético Bucaramanga | 5    | 6 | 2 | 1 | 3 | 8  | 12 | -4   |
| 4    | CD Los Millonarios   | 3.25 | 6 | 1 | 1 | 4 | 7  | 9  | -2   |

|  | Qualification pour le Cuadrangular final |

#### Cuadrangular final
| Rang | Équipe             | Pts  | J | G | N | P | Bp | Bc | Diff |
| ---- | ------------------ | ---- | - | - | - | - | -- | -- | ---- |
| 1    | América de Cali    | 10   | 6 | 4 | 1 | 1 | 11 | 6  | +5   |
| 2    | Atlético NacionalT | 8.75 | 6 | 3 | 2 | 1 | 11 | 8  | +3   |
| 3    | Deportivo Cali     | 8    | 6 | 3 | 1 | 2 | 6  | 6  | 0    |
| 4    | Atlético Junior    | 0.75 | 6 | 0 | 0 | 6 | 3  | 11 | -8   |

|  | Qualification pour la Copa Libertadores 1993 |

## Bilan de la saison
| Championnat de Colombie de football 1992 |                            |
| Champion                                 | América de Cali (8e titre) |
| Qualifications continentales             |                            |
| Copa Libertadores 1993                   | América de Cali            |
| Copa Libertadores 1993                   | Atlético Nacional          |
| Copa CONMEBOL 1993                       | Aucun                      |
| Promotions et relégations                |                            |
| Promus en Copa Mustang                   | Atlético Huila             |
| Relégués en Copa Concasa                 | Real Cartagena             |